# Sepoltura

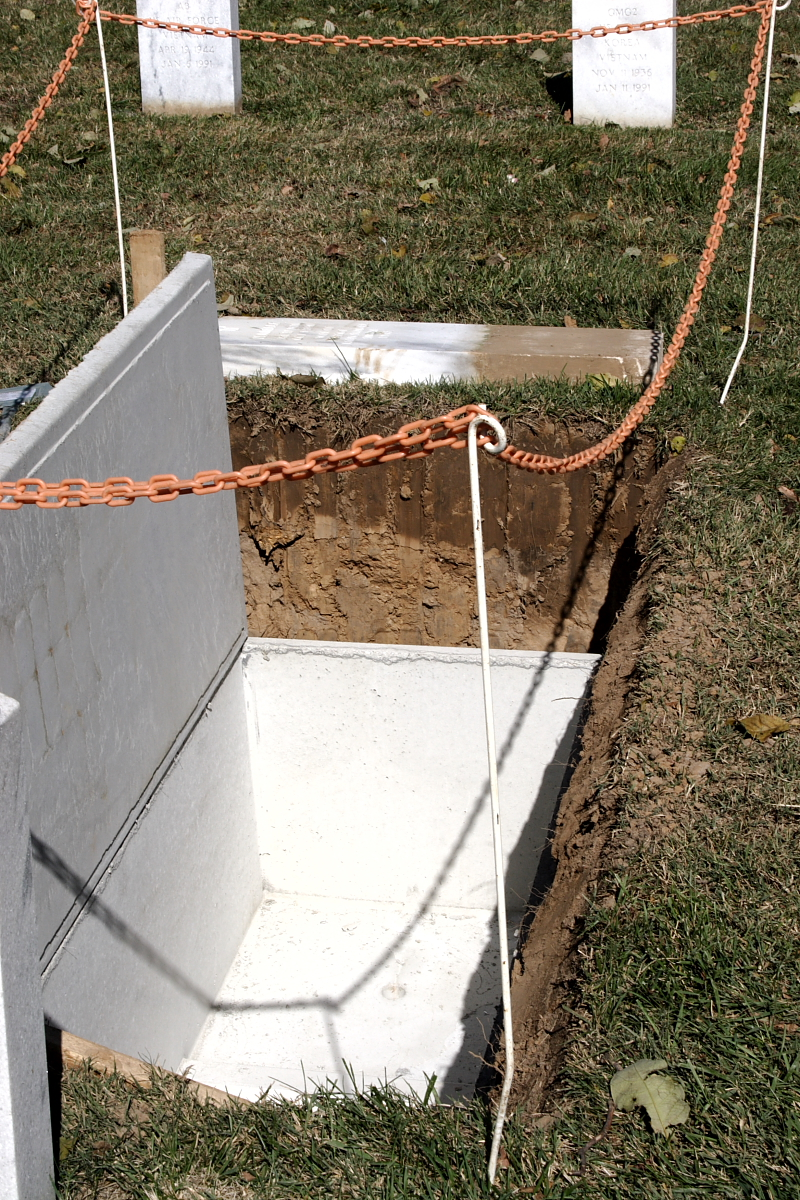
Una fossa pronta per un'inumazione.

La sepoltura (o inumazione) è l'atto di deporre una salma nel suolo o in vari luoghi deputati e legalmente adibiti a tale pratica (cimiteri). Tra le varie forme culturali di trattamento dei cadaveri si annoverano l'immersione in acqua, la soprelevazione, l'inumazione o seppellimento, la deposizione in loculi o sarcofagi, la cremazione o ignizione, la mummificazione, la scarnificazione, il cannibalismo, l'abbandono della salma. La sepoltura fa normalmente seguito al funerale, rito in cui, a seconda delle culture in cui si svolge, la memoria della persona morta viene celebrata, commemorata, ricordata o onorata.

## Descrizione
La sepoltura si differenzia da altre pratiche di ricovero delle salme perché avviene con la deposizione della spoglia sotto il piano del suolo a differenza per esempio della tumulazione, in cui la salma riposa in loculi ricavati sia da formazioni naturali (collinette, ecc.) o manufatti costruiti per questo scopo. Un tipo particolare di inumazione è la cosiddetta sepoltura in mare, in cui il feretro viene liberato da una imbarcazione in alto mare e, per gravità, lasciato deporre sul fondo marino. Si tratta di una pratica normalmente propria di gente di mare oppure di marinai militari di ogni grado. Spesso dopo un congruo periodo di tempo durante il quale le carni e le parti molli del corpo si decompongono, le ossa del defunto vengono esumate e deposte in loculi, urne o ossari.

### Procedura

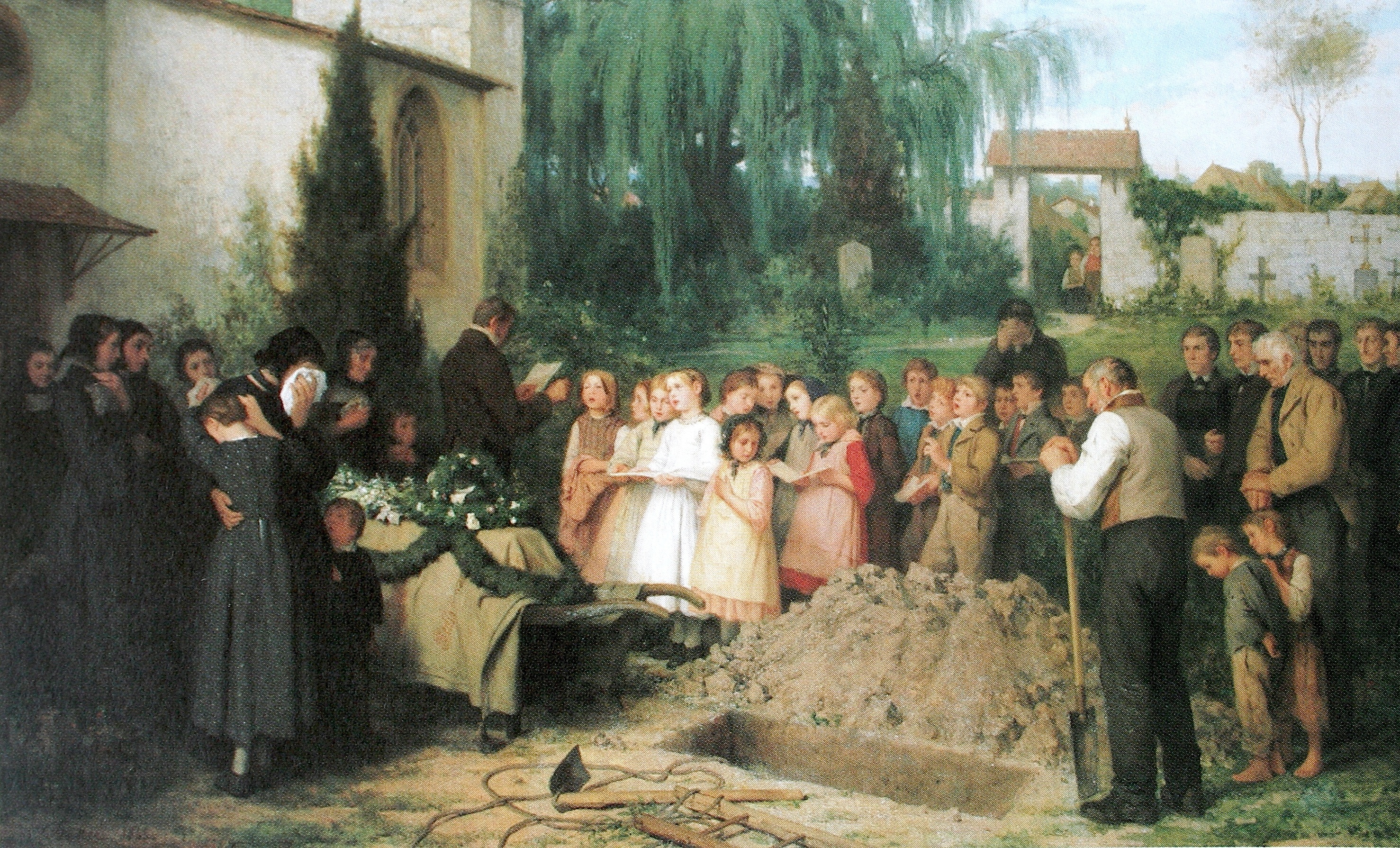
Enterrement d'un enfant - Albert Anker (1863).

Le varianti sono: nudo o vestito, con o senza sudario, con o senza bara. Alcune legislazioni (tra cui quella italiana) obbligano comunque l'uso di una bara per le operazioni di sepoltura. Altre legislazioni, come ad esempio quelle basate sulla religione islamica, prevedono invece che la sepoltura avvenga senza l'uso della bara, con il cadavere avvolto al più in un lenzuolo a contatto con la nuda terra.

## La sepoltura tra gli antichi

### Egizi
Gli Egizi usavano sarcofagi che raffiguravano il defunto e vere e proprie stanze come tombe. All'interno di queste stanze erano deposti mobili, gioielli, cibi ed effetti personali del defunto. Si credeva che le anime venissero aiutate dal "Libro dei Morti" dentro il quale erano incise formule, risposte e magie da usare nell'aldilà. Si pensava che successivamente, nell'altro mondo, avvenisse la pesatura del cuore. Se il cuore era leggero (quindi senza peccati) i defunti avevano libero accesso al mondo dei morti, se invece il cuore era pesante il defunto era divorato dalla demone Ammit.

### Greci
Per i greci la sepoltura era di importanza fondamentale. Infatti, qualora un defunto non avesse avuto la possibilità di riceverla, era destinato a vagare senza fine in una zona sotterranea posta al di fuori dell'Ade vero e proprio. Nella tragedia Aiace di Sofocle il protagonista, morto suicida, rischia per questo di non ricevere la sepoltura secondo le norme militari, ma Ulisse, ovvero colui che con il suo comportamento lo aveva spinto all'estremo gesto, in preda ai rimorsi aveva infine convinto l'esercito greco a compiere il rito funebre (quando poi Ulisse evocherà i defunti durante il suo viaggio di ritorno a Itaca, l'anima di Aiace si rifiuterà lo stesso di rivolgergli la parola, a causa del precedente oltraggio ricevuto da lui, come è detto nell'Odissea). Nell'Iliade Achille getterà i cadaveri di alcuni nemici (tra cui Licaone e Asteropeo) nel fiume Scamandro, proprio per impedire alle loro anime di entrare nell'Ade. Un altro personaggio della mitologia greca che rimane insepolto è Icaro, precipitato in mare durante il suo volo con le ali di cera, scioltesi dopo che egli si avvicinò troppo al sole (ma secondo il poeta romano Ovidio il corpo del giovane poté evitare questa triste sorte, essendo stato avvistato dal padre Dedalo prima di sparire tra i flutti).
Erano gli spiriti femminili della Morte, le "kere", ad accompagnare i defunti sepolti ai cancelli dell'Ade.

### Romani
Per legge entro i confini di una città non doveva esserci una necropoli.
C'era un grande rispetto per i defunti e si aveva una cerimonia funebre simile a quella che in seguito avrebbero adottato i cristiani, il che spiega la sostanziale somiglianza dei luoghi tra le due culture.
Presso i romani il destino dei morti senza tomba è simile a quello contemplato dai greci, anche se alcuni autori come Virgilio affermano che dopo cento anni anche loro possono accedere all'Ade. Nel sesto libro dell'Eneide, in occasione della sua catabasi, il protagonista incontra tra gli insepolti il suo nocchiero Palinuro, il cui corpo era stato buttato in mare dopo la sua uccisione, il tutto a opera di una popolazione selvaggia. Più avanti, nel libro decimo, altri due personaggi subiscono la stessa sorte - nella guerra fra troiani e italici - appartenenti ai due opposti schieramenti. Il primo è il giovane eroe e semidio etrusco Tarquito, e a lasciarlo insepolto è proprio Enea, che dopo averlo decapitato fa rotolare testa e busto nella foce del Tevere, rivolgendo poi all'anima del nemico ucciso parole di scherno e compiacimento per il triste stato a cui l'ha condannata; l'altro è il troiano Mimante, gettato moribondo nel mar Tirreno da Mezenzio.

### Etruschi
Prima dell'VIII secolo era diffusa la sepoltura nelle tombe a pozzo (semplici pozzetti rivestiti, contenenti le ceneri del defunto), poi si fa strada quella delle tombe a fossa destinate all'inumazione del cadavere. Dal VII secolo in poi viene introdotta la più complessa struttura delle tombe a camera che in alcuni casi costituiscono delle vere e proprie opere artistiche: qui era seppellita un'intera famiglia, perciò erano composte da più camere collegate da corridoi ed erano arricchite da corredi funebri piuttosto preziosi che indicavano lo stato sociale del defunto. Interessante è il perfezionamento e l'uso delle coperture a volta (tholoi di Vetulonia) e dell'arco (Tombe a ogiva di Tuscania).